# Štramberk
Štramberk è una città della Repubblica Ceca, nel distretto di Nový Jičín, nella regione di Moravia-Slesia.